# Min Goh Ru

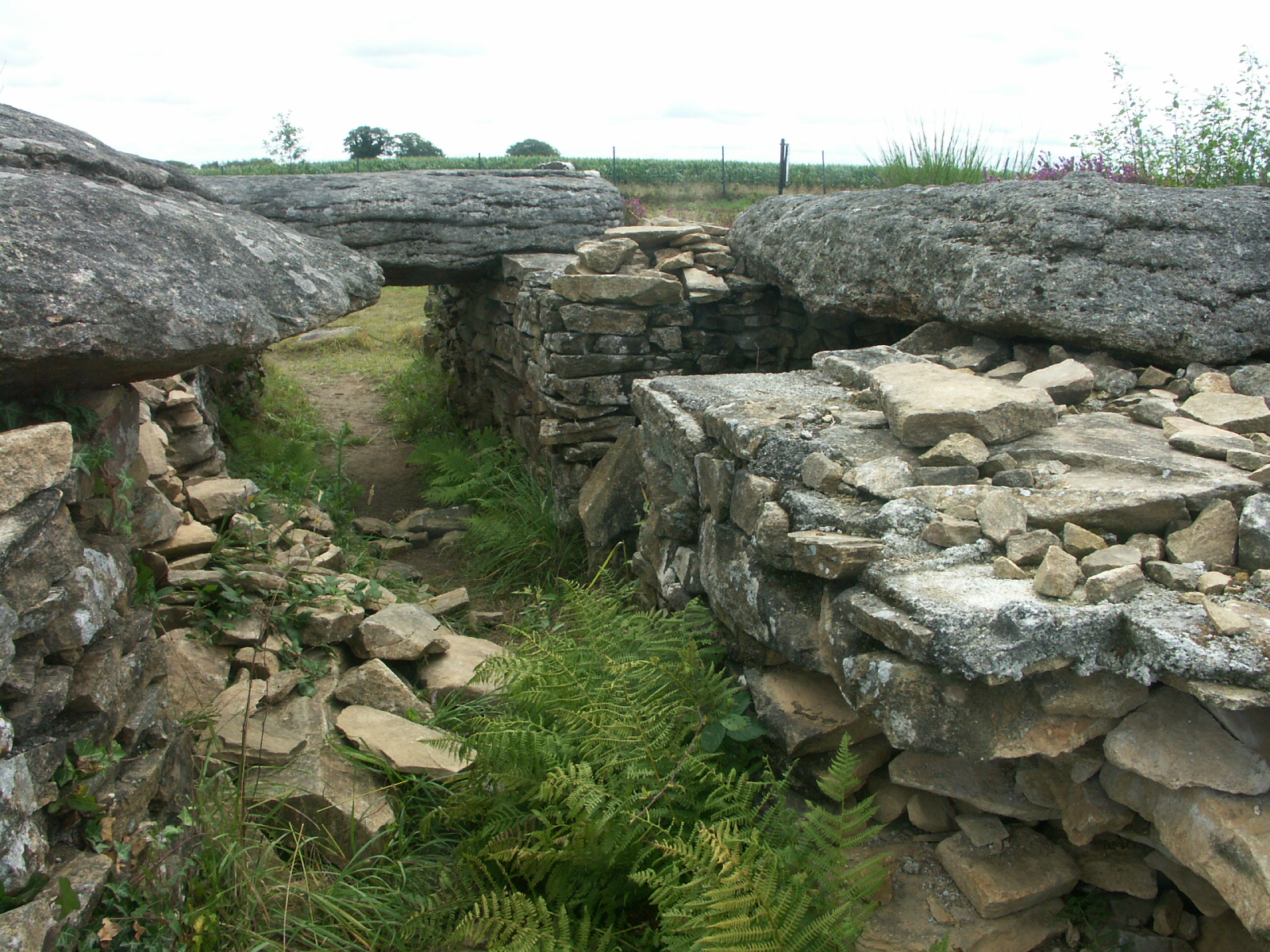
Dolmen von Larcuste 2

Die Dolmen von Min Goh Ru (auch Mongouru, oder Min-Go-Ruh; (deutsch „Alte rote Steine“) oder Dolmen von Larcuste) liegen in der Granitanhöhe der Landes de Lanvaux, etwa 250 m nordöstlich des Ortes Larcuste, 20 km nördlich von Vannes im Département Morbihan in der Bretagne in Frankreich. Die 1972 von Joël Lecornec und Jean L’Helgouach (1933–2000) restaurierten Grabhügel beherrschen eine kleine Anhöhe (120 m NN). Dolmen ist in Frankreich der Oberbegriff für Megalithanlagen aller Art (siehe: Französische Nomenklatur).

## Beschreibung
- Hügel I enthält zwei parallel liegende Dolmen in einem mit Blendsteinen gefassten terrassierten Steinhügel. Die ovalen Kammern und die kurzen Gänge bestehen aus mit breitem Zwischenmauerwerk verbundenen Tragsteinen. Der rechte Dolmen besitzt eine große Deckplatte, der linke war wohl ein Kuppelgrab, das eingestürzt ist.

- Hügel II umfasst sechs Kammern zu beiden Seiten eines 9,7 m langen Ganges.

## Funde
Zerscherbte Töpferware und Silexartefakte wurden in Kammern oder vor den Anlagen gefunden. Die Keramik zeigt Ähnlichkeiten zum Chasséen des Midi und der Carn-Keramik. Joël Lecornec und Jean L’Helgouach setzen die Anlage zwischen 3600 und 3200 an.
Es wurden fünf C14 Daten bestimmt. GIF 2828 gilt als kontaminiert.
- GIF 2435: 3980+110 BP, Holzkohle vor der Fassade des Hügels
- GIF 2454: 4610±110 BP, Kammer f
- GIF 2826: 5490±120 BP, Korridor Kammern a und b
- GIF 2827: 4060±120 BP, Herdstelle
- GIF 2828: 2230 ±100 BP, Eingangskorridor.[2]

7,2 Kilometer nördlich von Larcuste steht der 6,5 m hohe Menhir von Kermarquer mit Axt- und Sichelgravuren.